# 美国方式

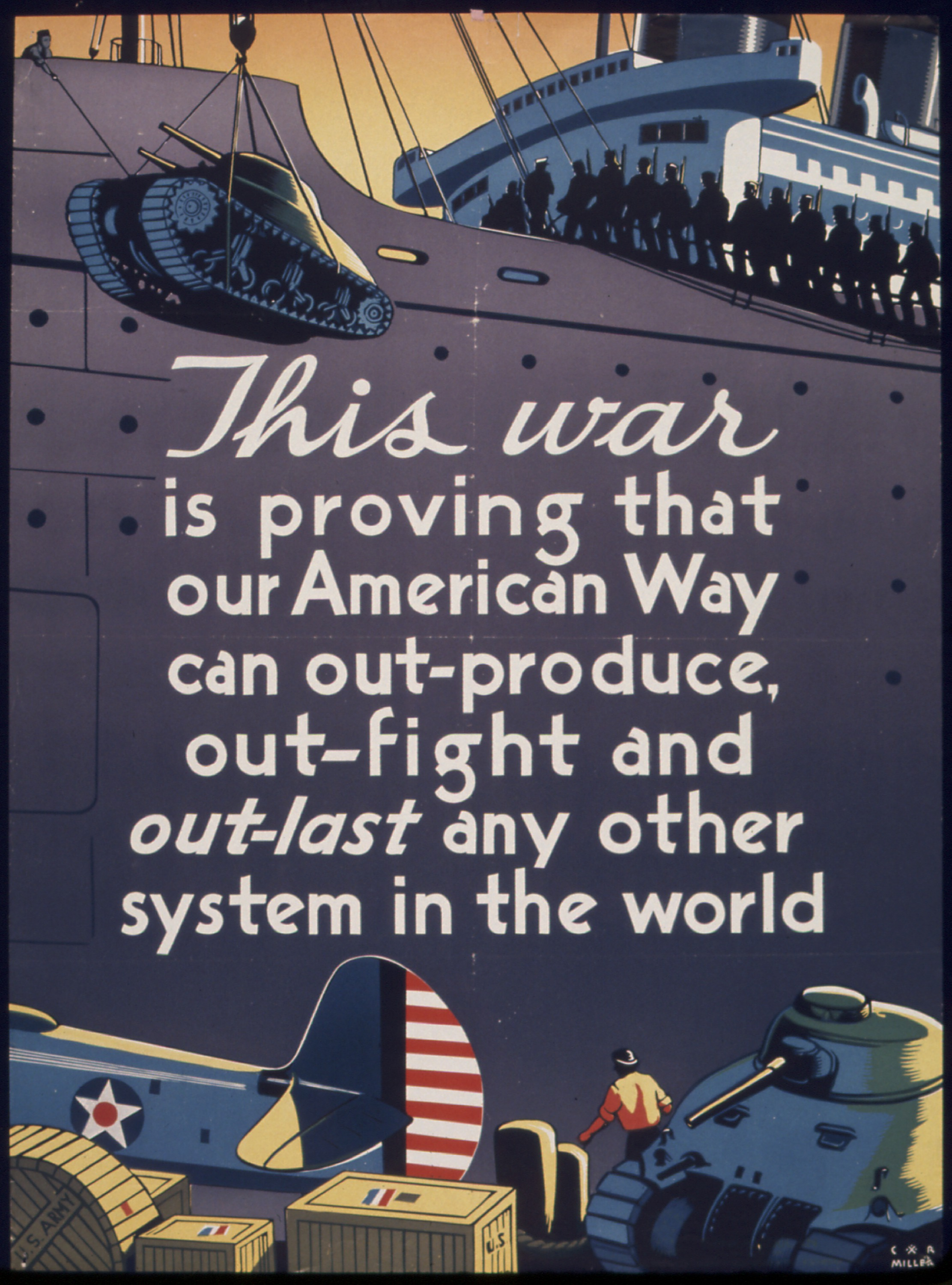
美国二战宣传海报：“这场战争证明着我们的美国方式能在生产、战争和生存上战胜世界上的任何体系”

美国方式（英語：American way）或美国生活方式（American way of life）是美国爱国主义术语，可以解释为对生命權、自由權、追求幸福權的坚持。“美国方式”的核心理念是对美国梦的信念，即认为所有美国人都可通过辛劳付出实现梦想。这一概念亦常和美國例外論联系在一起。
作家威廉·赫伯格如此定义“美国生活方式”：
美国生活方式是个人主义的，充满活力且务实。这种方式肯定个人的最高价值和尊严；强调个人永不休止的活动，永远在努力“出人头地”；它定义了一种自力更生、功绩和性格上的伦理观念，以成就为标准——“做，而不是说”。美国生活方式是人道主义的，“前瞻性的”，乐观的。美国人很容易成为世界上最慷慨和最富有同情心的人，他们对全球任何地方的苦难都会作出随时和不遗余力的反应。美国人相信进步，相信自我完善，并且相当狂热地相信教育。但最重要的是，美国人是理想主义者。美国人不能仅仅依靠自身的功绩来赚钱或取得世俗的成功；在美国人看来，这种“物质的”东西必须用“更高阶的”术语来证明，用“服务”或“管理”或“全民福利”来证明……美国人如此理想主义，他们因而更倾向于道德主义；他们倾向于把所有的问题看作是简单明了、黑白分明的道德问题。——William Herberg，Protestant, Catholic, Jew: an Essay in American religious sociology
对于赫伯格的这段表述，有评论者认为“其前半段在半个世纪后仍然正确”，但对于后半段而言，“物质主义不再需要用冠冕堂皇的高阶术语来证明了”。
在国家档案和记录管理局的1999年年度报告中，档案员约翰·W·卡林写道：“我们与众不同，因为我们的政府和我们的生活方式不是建立在国王的神权、精英的世袭特权或对独裁者的强制服从上。其基础是一纸自由宪章——宣称独立的《独立宣言》，创建我们政府的《宪法》，以及确立我们自由的《权利法案》。”